# Brokig smaragd
Brokig smaragd (Chrysuronia versicolor) är en fågel i familjen kolibrier.

## Utseende
Brokig smaragd är en gnistrande grön kolibri med vitt på buken och orangefärgad undre näbbhalva. De olika underarterna varierar i färg på strupen (blå, grön eller vit) och storleken på den vita bukfläcken.

## Utbredning och systematik
Arten delas in i sex underarter:
- rondoniae – förekommer i norra Bolivia och västra centrala Brasilien (Rondônia)
- versicolor-gruppen
  - millerii – förekommer från östra Colombia till södra Venezuela, östra Peru och norra Brasilien
  - hollandi – förekommer i sydöstra Venezuela och möjligen närliggande områden i Guyana
  - nitidifrons – förekommer i nordöstra Brasilien
  - versicolor – förekommer i sydöstra Brasilien
  - kubtcheki – förekommer från nordöstra Bolivia till östra Paraguay, sydvästra Brasilien och allra nordostligaste Argentina

### Släktestillhörighet
Arten placeras traditionellt i släktet Amazilia, men genetiska studier visar att arterna i släktet inte står varandra närmast. Den har därför flyttats till släktet Chrysuronia.

## Levnadssätt
Brokig smaragd är en vanlig och välbekant kolibri i olika miljöer, från skogsbryn och mangroveträsk till öknar och urbana områden.

## Status
Arten har ett stort utbredningsområde och beståndet anses vara stabilt. Internationella naturvårdsunionen IUCN listar den därför som livskraftig (LC).

## Bilder

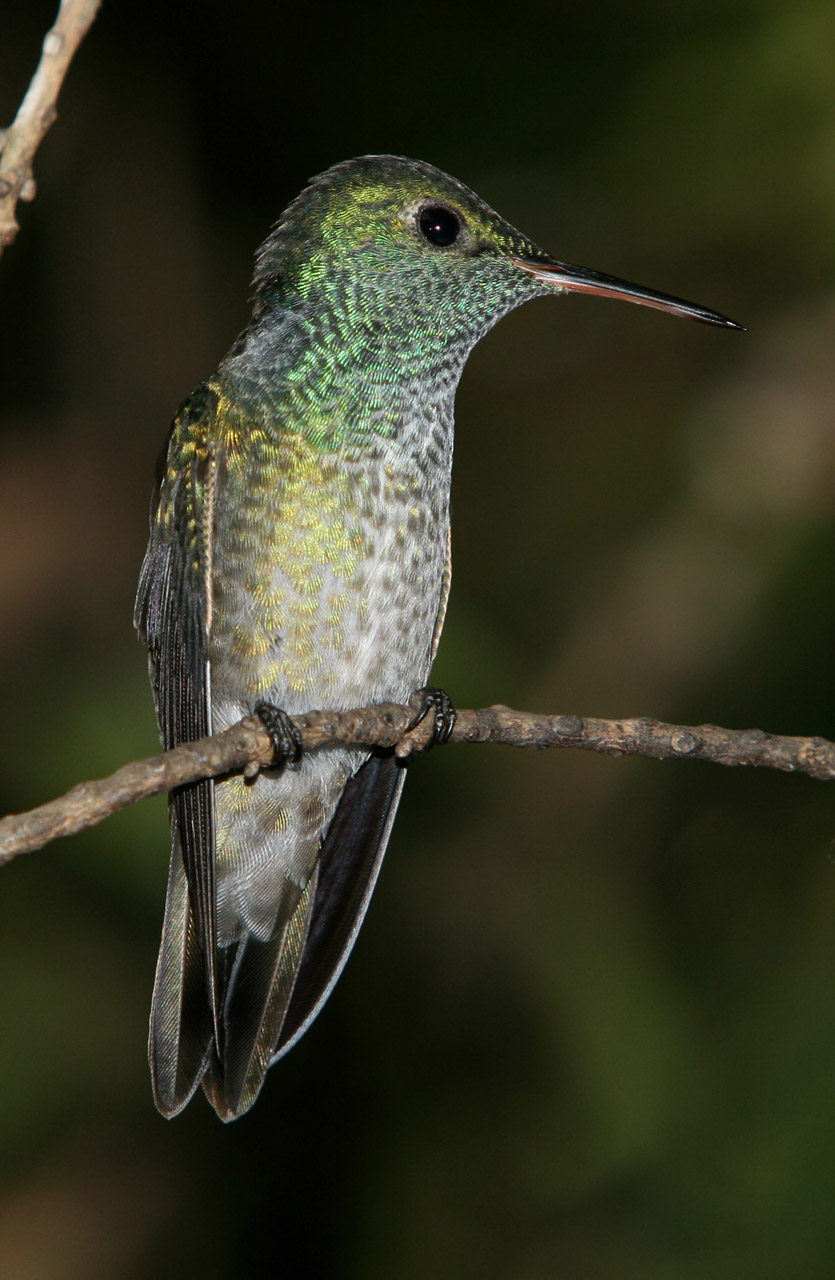
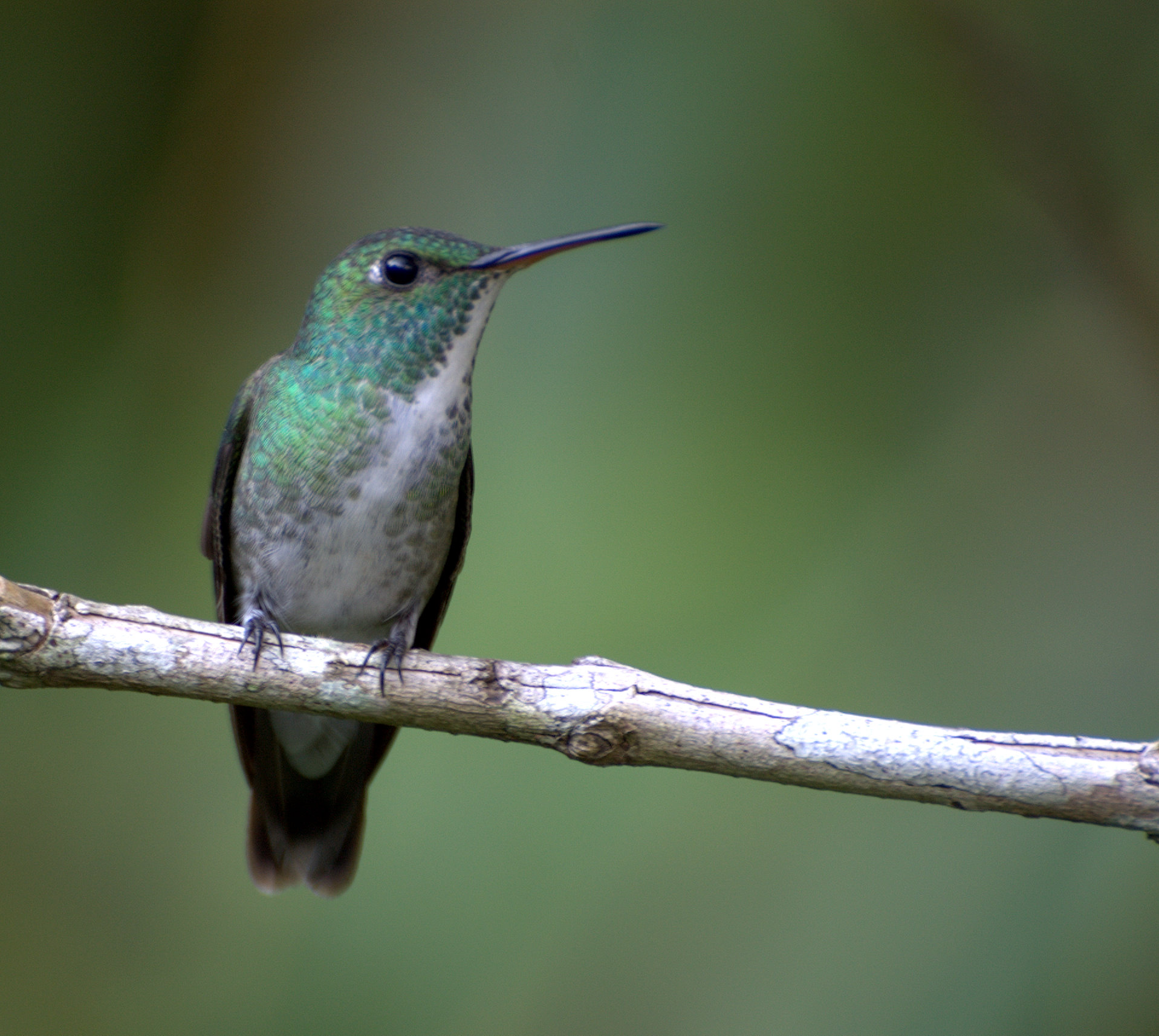
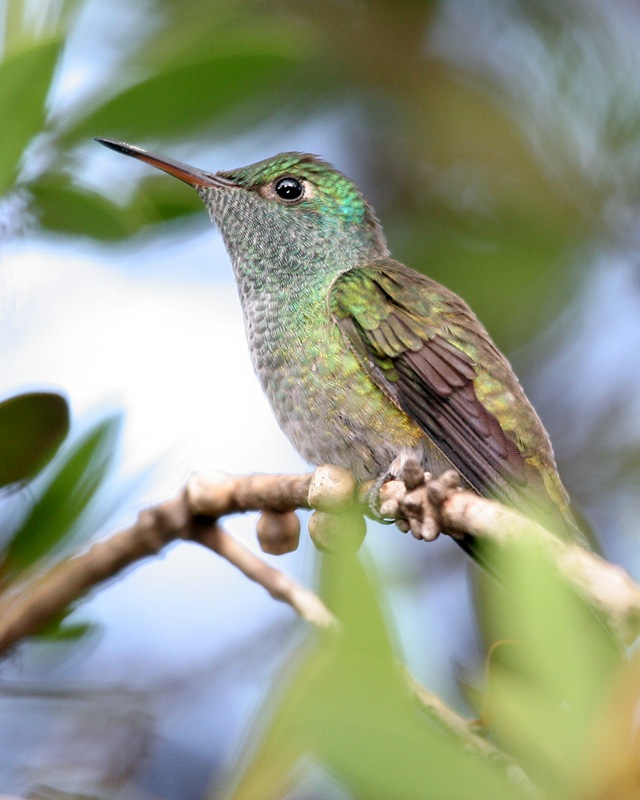
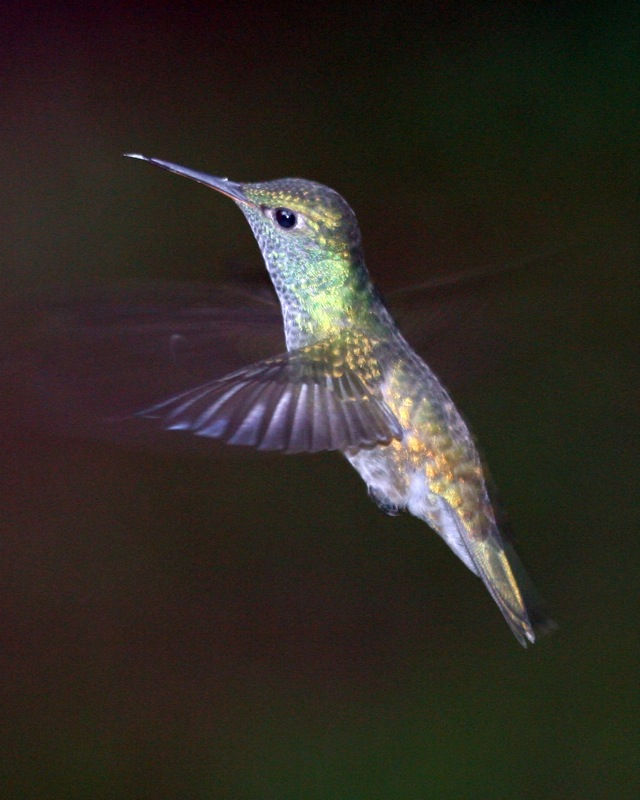